# Mosquée Al-Huda
La Mosquée Al-Huda (en hongrois : Al-Huda mecset), anciennement mosquée El-Tawba, est une mosquée située dans le quartier de Magdolna, à l'angle de Magdolna utca et Dobozi utca, dans le 8e arrondissement de Budapest. La salle de prière est aménagée dans une ancienne synagogue de la Maison du fripier (Zsibárus-ház), dénommée ainsi car elle abritait de nombreux marchands juifs pauvres de Teleki László tér. 